# Kaliumhydroxid
Kaliumhydroxid er en stærk base med den kemiske formel KOH. Den består af ionerne K+ og OH-.
Kaliumhydroxid kaldes også kaustisk kali og i vandig opløsning kalilud.

## Egenskaber
Smeltepunkt for kaliumhydroxid er 406 °C. Kogepunkt er 1320 °C.

## Anvendelse
Kaliumhydroxid bruges primært som katalysator til rigtig mange processer, bl.a. til at fremstille sæbe.
| Kemi | Spire Denne artikel om kemi er en spire som bør udbygges. Du er velkommen til at hjælpe Wikipedia ved at udvide den. |